# Bill Wambsganss
 (décembre 2023).
Si vous disposez d'ouvrages ou d'articles de référence ou si vous connaissez des sites web de qualité traitant du thème abordé ici, merci de compléter l'article en donnant les références utiles à sa vérifiabilité et en les liant à la section « Notes et références ».
Bill Wambsganss, né le 19 mars 1894 à Cleveland (Ohio) et décédé le 8 décembre 1985 à Lakewood (Ohio), était un joueur américain de baseball qui évolua en Ligue majeure de baseball.

## Carrière
Surnommé Wamby, Bill Wambsganss passe dix ans sous les couleurs des Indians de Cleveland avec lesquels il remporte la Série mondiale de 1920. À l'occasion de cette Série mondiale, il signe le deuxième triple jeu sans assistance de l'histoire du baseball et le seul, à ce jour, à avoir été réussi en séries éliminatoires.